# 城北区 (西宁市)
城北区是中华人民共和国青海省西宁市西北部的一个市辖区。面积138平方公里，总人口約42万人，以汉族为主。区人民政府驻朝阳街道朝阳西路。

## 行政区划
城北区下辖4个街道办事处、2个镇：
朝阳街道、小桥大街街道、马坊街道、火车西站街道、大堡子镇和廿里铺镇。

## 人口
根據第七次人口普查數據，截至2020年11月1日零時，城北區常住人口為417701人。